# Allium urusakiorum
Allium urusakiorum — вид трав'янистих рослин родини амарилісові (Amaryllidaceae), ендемік європейської Туреччини.

## Опис
Стебла зазвичай скупчені, прикріплені до короткого кореневища, заввишки 20–60 см, діаметром 1.5–2.0 мм, циліндричні. Цибулиноподібна основа стебла (помилкова цибулина) діаметром 0.5–1.5 см, довжиною 2–3.5(4.0) см, яйцевидно-циліндрична; зовнішні оболонки від коричневого до червоно-коричневого забарвлення. Листків 3–7, ниткоподібні, 0.5–1.0 мм завширшки, 5–20 см завдовжки, огортають нижню 1/3–1/4 стебла. Верхнє листя зелене на початку й майже сухе в кінці періоду цвітіння. Зонтик напівсферичний до майже кулястого в період цвітіння, діаметром 15–20 мм при цвітінні, більший при плодоношенні, 15–35-квітковий, майже кулястий або півсферичний. Квітки в 1.5–2(3) рази коротші, ніж квітконоси. Оцвітина дзвоноподібна; листочки оцвітини злегка нерівні, довжиною 3.5–4.0 мм, шириною 1.5–2.0 мм, білі зі світло-зеленою жилкою, еліптично-яйцеподібні, гострі внутрішні, трохи довші ніж зовнішні. Тичинки у 1,5–2 рази довші, ніж листочки оцвітини. Пиляки завдовжки 0.8–1.0 мм, жовті; повністю висушені пильовики темно-жовтого кольору, прилягають до листочків оцвітини, довгасті, округлі на верхівці. Зав'язь округло-довгаста, жовтувато-зелена, 0.8–1.0×1.0–1.5 мм. Коробочка округлоромбоподібна, 3.0–4.0 × 3.5–4.5 мм. Насіння чорне, кутасте, 2 мм завдовжки. 2n = 16.

## Поширення
Поширений у європейській Туреччині.